# 前594年
| 千纪： | 前1千纪 |
| 世纪： | 前7世纪 \| 前6世纪 \| 前5世纪 |
| 年代： | 前620年代 \| 前610年代 \| 前600年代 \| 前590年代 \| 前580年代 \| 前570年代 \| 前560年代                                                                                   |
| 年份： | 前599年 \| 前598年 \| 前597年 \| 前596年 \| 前595年 \| 前594年 \| 前593年 \| 前592年 \| 前591年 \| 前590年 \| 前589年                                                     |
| 纪年： | 周定王十三年 魯宣公十五年 齐顷公五年 晉景公六年 秦桓公十年 宋文公十七年 楚庄王二十年 衛穆公六年 陈成公五年 蔡文侯十八年 曹宣公元年 郑襄公十一年 燕宣公八年 杞桓公四十三年 |

## 大事記
- 七月，秦桓公派兵攻打晉國，進軍至輔氏（今陝西省大荔縣），爆發輔氏之戰，晉軍大獲全勝，秦將杜回被俘，晉國將領魏顆於此役留下一段結草啣環的典故。
- 魯宣公在巨大的財政壓力之下，開始實行初税畝，以實物地租代替勞役地租。
- 梭倫當選雅典執政官，推行民主改革。
- 莎孚从流放地西西里返回。